# Gelderse gevel

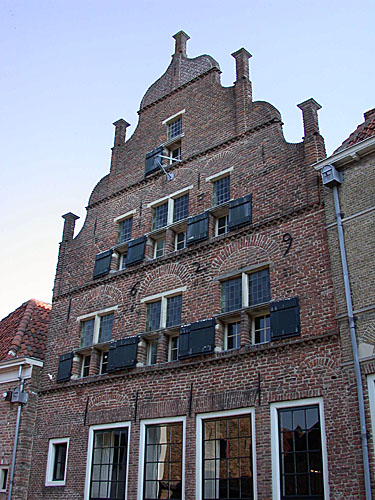
Gevel van huis Den Lingen in Deventer

Het Gelders geveltype, ook wel de Gelders-Overijssels gevel genoemd, betreft een bakstenen maniëristische gevel met in- en uitgezwenkte top. Dit wil zeggen dat er naar binnen en naar buiten gerichte rondingen in de gevelrand aanwezig zijn, soms afgewisseld met een klein hoekig deel. Dit alles geeft de gevel een bijzonder sierlijk aanzien. Vaak zijn de overgangen tussen de rondingen voorzien van pinakels.
Dit type gevel treft men vooral aan in de Overijsselse stad Deventer en de Gelderse stad Zutphen, in het zuidelijk deel van de provincie Gelderland, in het voormalige Opper-Gelre (onder meer het huidige Midden-Limburg, Noord-Limburg en in de gebieden eromheen, zoals oostelijk Noord-Brabant.
Ook in de Duitse Nederrijnregio is dit geveltype bekend. Vermoed wordt dat de in- en uitzwenkende topgevel door onderlinge handel ook verspreid is naar Münsterland, waarvan onder andere in Rheine en Warendorf voorbeelden bekend zijn.

## Voorbeelden

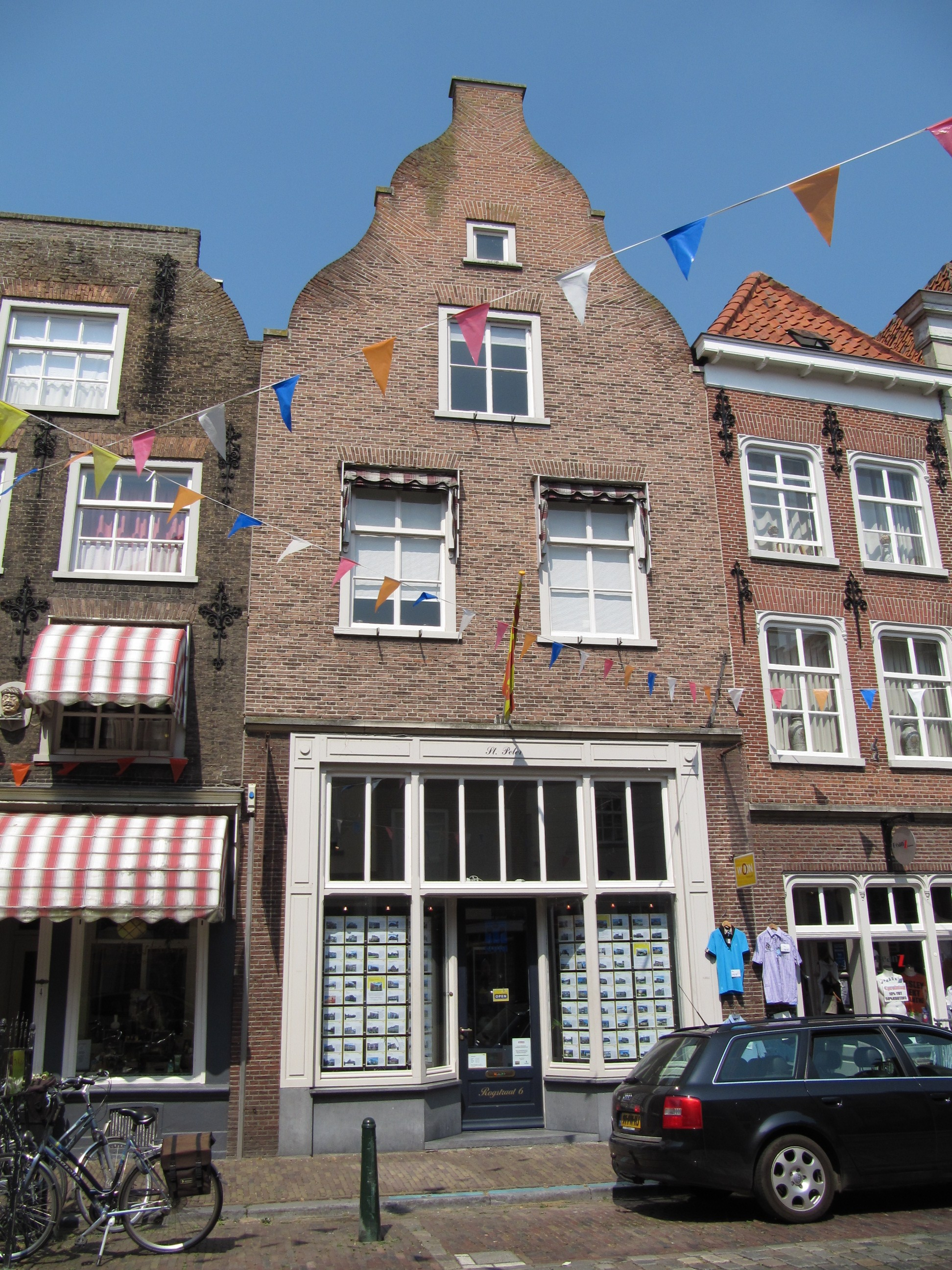
Rogstraat 6, Grave
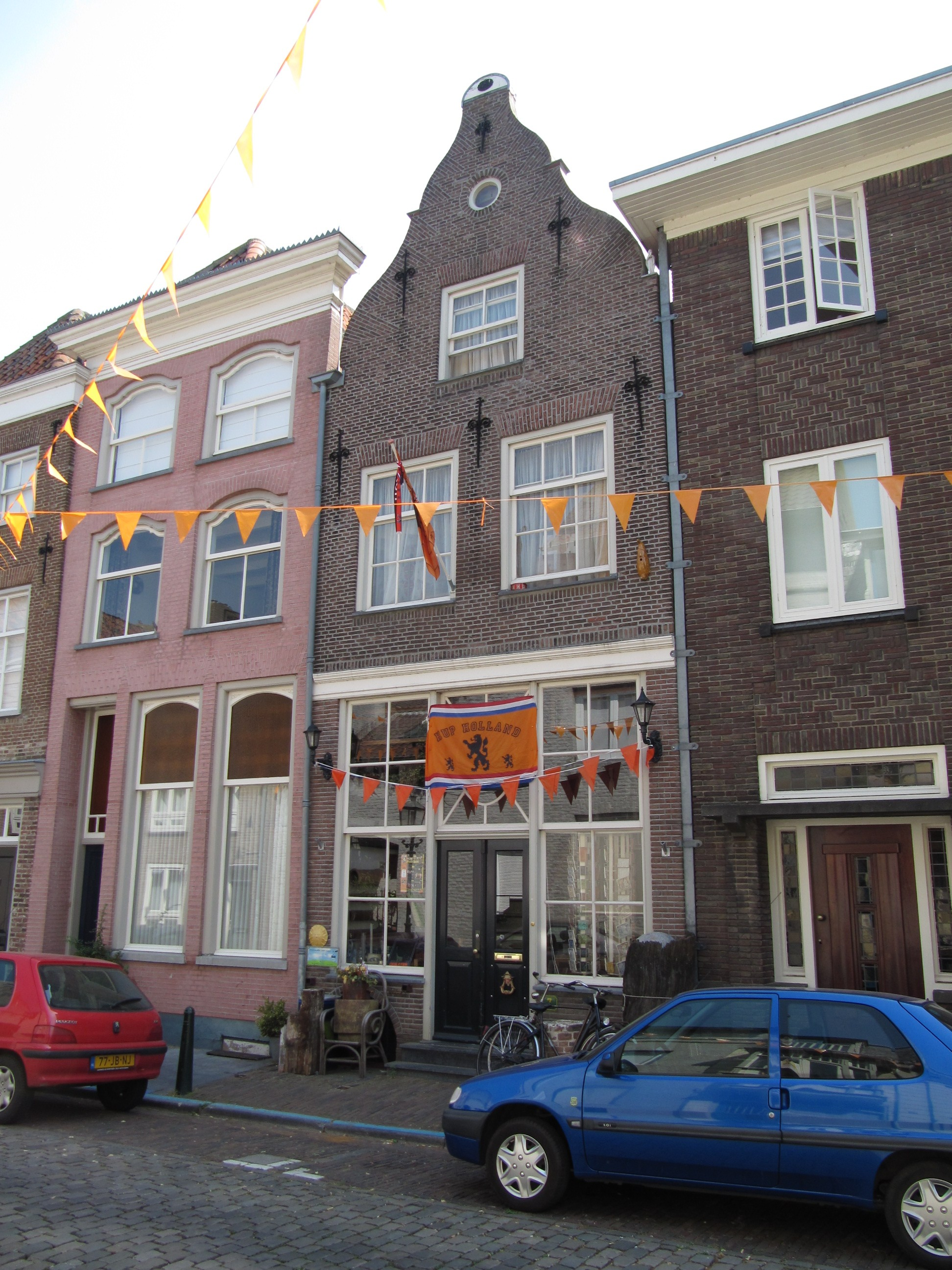
Maasstraat 7, Grave
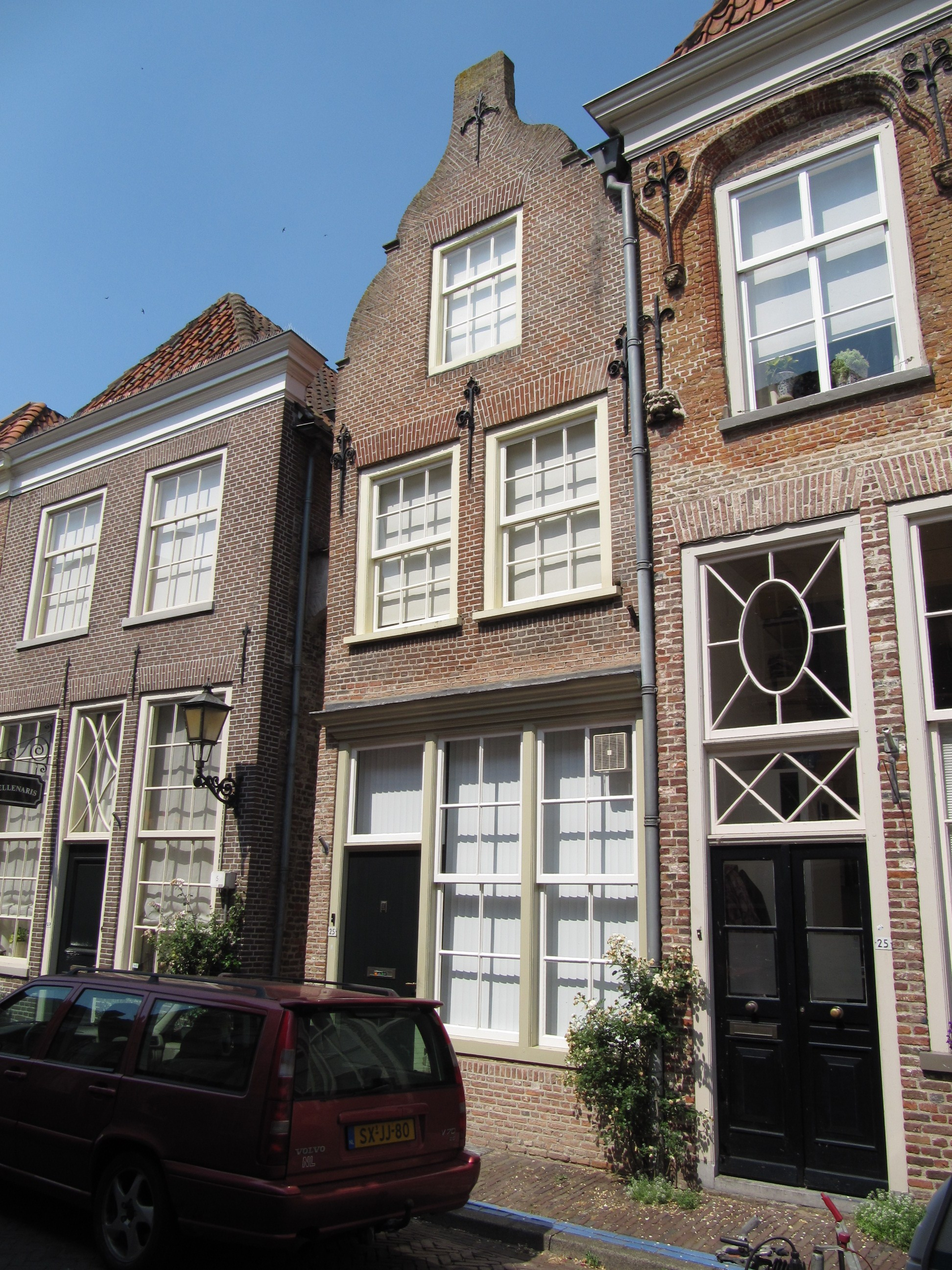
Hamstraat 25, Grave